# Église de la Sainte-Ascension d'Unalaska
L'église de la Sainte-Ascension (en anglais : Church of the Holy Ascension) est une église située à Unalaska, en Alaska. L'église fait partie de l'évêché d'Alaska de l'Église orthodoxe en Amérique.

## Historique
La première église d'Unalaska est érigée en 1826 par la Compagnie russe d'Amérique, l'Alaska étant alors sous contrôle russe ; elle joue un rôle significatif dans l'évangélisation des Aléoutes. L'édifice actuel est bâti à la place de cette première église en 1896, après la vente de l'Alaska aux États-Unis en 1867.
Entre 1942 et 1945, tandis que les habitants des villages des îles Aléoutiennes sont relogés dans des camps, l'église est occupée par l'armée américaine qui n'entreprend pas les réparations suffisantes pour entretenir l'édifice. Après la fin de la Seconde Guerre mondiale et le retour des habitants, l'église est fortement détériorée par la neige, l'environnement salin et la lumière directe. L'église est déclarée National Historic Landmark en 1970, et inscrite sur le Registre national des lieux historiques des États-Unis. Elle est répertoriée sur la liste des édifices en danger du Fonds mondial pour les monuments en 1996. Elle a été restaurée en 1998.

## Architecture et décorations
L'église de la Sainte-Ascension est bâtie sur l'île d'Unalaska, dans les îles Aléoutiennes en Alaska. Elle occupe un terrain sur une mince bande de terre entre la baie d'Ililiuk et l'émissaire du lac Unalaska, dans l'agglomération de la ville d'Unalaska.
L'édifice possède un plan en croix. Il comporte un clocher qui sert également d'entrée. L'église est construite en bois peint en blanc et son toit est recouvert de bardeaux peints en rouge. Deux bulbes peints en vert s'élèvent, l'un au sommet du clocher, l'autre au-dessus de la croisée du transept. L'intérieur de l'église est peint en bleu.

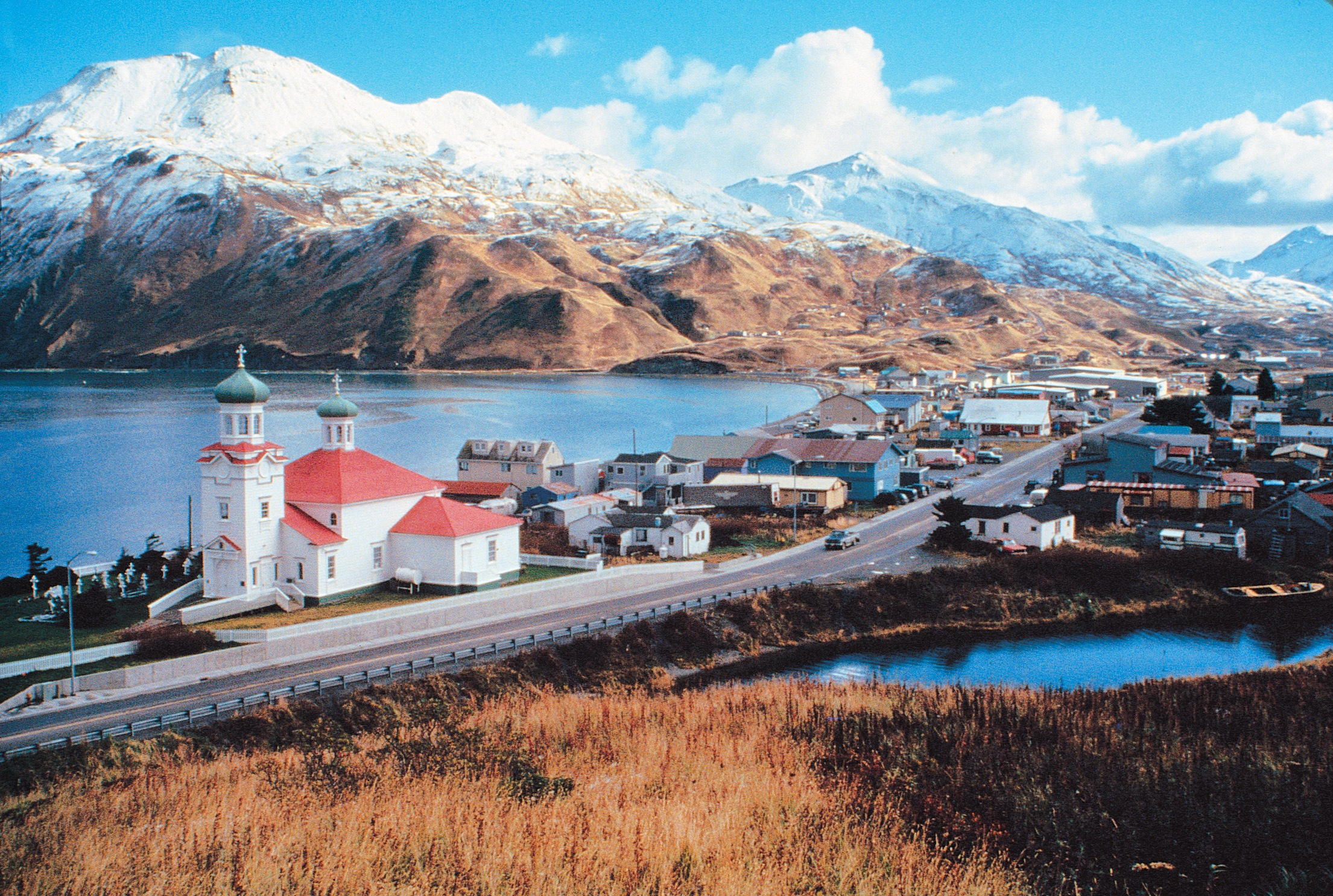
Vue de l'église dans Unalaska
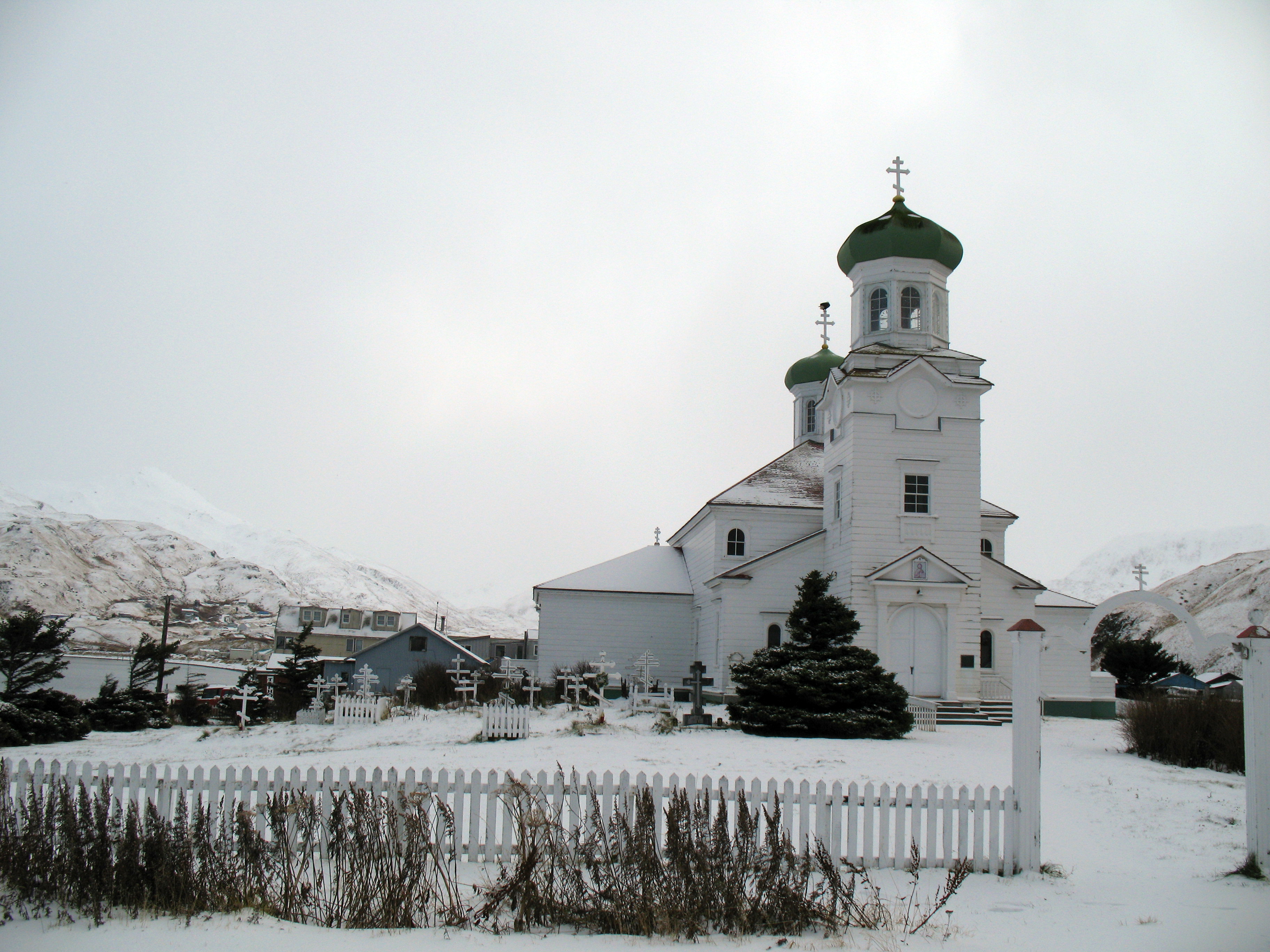
L'église et son cimetière attenant, un jour de neige.